# Aleksander Whitaker

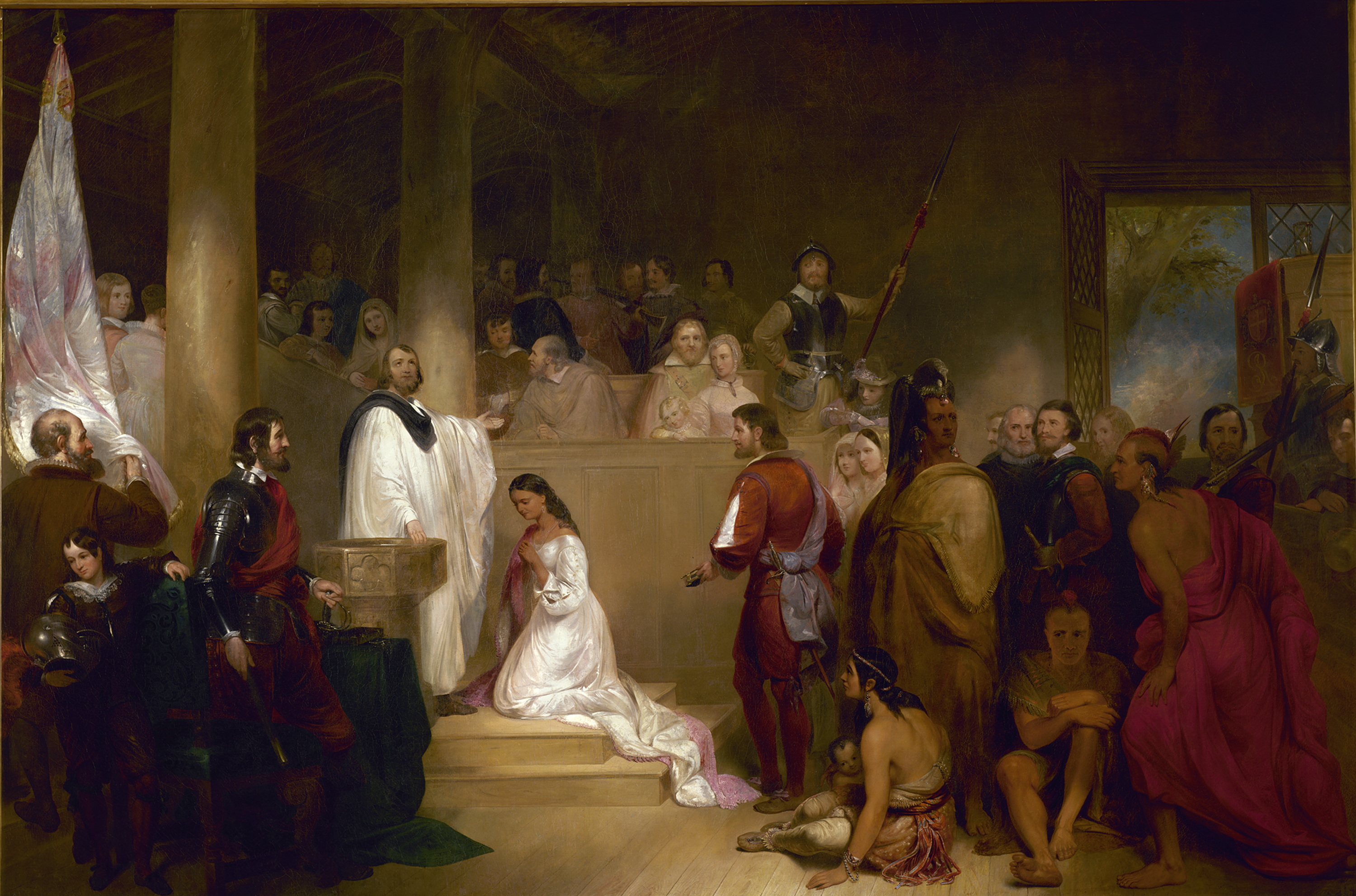
Chrzest Pokahontas, 1840, John Gadsby Chapman

Aleksander Whitaker (ur. 1585 w Cambridge, zm. 1617) – chrześcijański duchowny, teolog i misjonarz.
Urodził się jako syn znanego anglikańskiego teologa, Williama Whitaker'a. Ukończył Trinity College na Uniwersytecie Cambridge i został pastorem w północnej Anglii .
W późniejszym okresie życia prowadził działalność misjonarską w Wirginii. Wielką sławę przyniósł mu chrzest indiańskiej księżniczki, Pocahontas 
Utonął w 1617 roku, w czasie przeprawy przez rzekę James.